# گمینا رخواو
گمینا رخواو (به لهستانی:  Gmina Rychwał) یک گمینا در لهستان است که در شهرستان کونگن واقع شده‌است. گمینا رخواو ۱۱۷٫۸۲ کیلومتر مربع مساحت و ۸٬۳۸۷ نفر جمعیت دارد.